# Pyrolýza
Pyrolýza (řecky πῦρ pyr = oheň, λύσις lýsis = rozklad) je tepelný rozklad materiálu (termolýza) za zvýšené teploty obvykle v inertní atmosféře. Dochází při ní ke změně chemického složení materiálu. Jde o fyzikálně-chemický děj řazený do relativně široké skupiny termických procesů.
Pyrolýza se obvykle používá pro zpracování organických materiálů. Jde o jeden z procesů při výrobě dřevěného uhlí. Obecně při pyrolýze organických materiálů vznikají těkavé látky (plynné a kapalné, případně dehet) a zůstává uhlí - tuhý zbytek bohatý na uhlík. Extrémní pyrolýza, při níž je obsah uhlíku v tuhém zbytku vysoký, se nazývá karbonizace. Pyrolýza je považována za první krok v procesech zplyňování a spalování.
Tento proces se často využívá v chemickém průmyslu, například k výrobě etylenu, mnoha forem uhlíku a dalších chemikálií z ropy, uhlí a dokonce i ze dřeva nebo k výrobě koksu z černého uhlí. Používá se také při přeměně zemního plynu (především metanu) na plynný vodík a pevné uhlíkaté látky (uhlí), které byly nedávno zavedeny v průmyslovém měřítku. Uvažuje se rovněž o využití pyrolýzy k přeměně biomasy na syngas a biouhel, odpadních plastů zpět na ekvivalent ropy nebo obecně odpadu na bezpečně likvidovatelné látky.

## Termické procesy
Termickými procesy jsou v praxi míněny technologie, které působí na odpad teplotou, jež přesahuje mez jeho chemické stability. Tato obecná definice zahrnuje velmi široké rozmezí teplot používaných v jednotlivých technologiích (300 – 2 000 °C), přičemž není brána v úvahu chemická povaha probíhajících dějů. Z tohoto důvodu mohou být termické procesy dále děleny do dvou kategorií, a to na:
1. procesy oxidativní – v reakčním prostoru je obsah kyslíku stechiometrický nebo vyšší vzhledem ke zpracovávanému materiálu (nízkoteplotní a vysokoteplotní spalování),
2. procesy reduktivní – v reakčním prostoru je obsah kyslíku nulový nebo substechiometrický (pyrolýza a zplyňování).

Některé, zejména zplyňovací procesy nepoužívají jako oxidační médium molekulární kyslík, ale jiné oxidanty, především CO2 a H2O.

## Pyrolýza organických materiálů
Podstatou pyrolýzy je ohřev materiálu nad mez termické stability přítomných organických sloučenin, což vede k jejich štěpení na  lehčí sloučeniny a tuhý zbytek. 

### Typy pyrolýzy
Z technologického hlediska lze pyrolýzní procesy dále rozdělit dle dosahované teploty na:
1. nízkoteplotní (< 500 °C),
2. středněteplotní (500–800 °C),
3. vysokoteplotní (> 800 °C).

V závislosti na dosažené teplotě lze při pyrolytickém procesu pozorovat řadu dějů, které je možné pro jednoduchost rozdělit do tří teplotních intervalů. V oblasti teplot do 200 °C dochází k sušení a tvorbě vodní páry fyzikálním odštěpením vody. Tyto procesy jsou silně endotermické. V rozmezí teplot 200 až 500 °C následuje oblast tzv. suché destilace. Zde nastává ve značné míře odštěpení bočních řetězců z vysokomolekulárních organických látek a přeměna makromolekulárních struktur na plynné a kapalné organické produkty a pevný uhlík. Ve fázi tvorby plynu v oblasti teplot 500 až 1200 °C jsou produkty vzniklé suchou destilací dále štěpeny a transformovány. Přitom jak z pevného uhlíku, tak i z kapalných organických látek vznikají plyny, jako je H2, CO, CO2 a CH4.

### Technologie a využití pyrolýzy
Většina v současné době provozovaných pyrolýzních systémů je založena na termickém rozkladu odpadu v rotační peci vytápěné zevně spalinami, které vznikají z následného spalování pyrolýzních plynů v tzv. termoreaktoru. Pyrolýzní jednotky bývají vhodné pro šaržovitý provoz pro odpad, který nemá příliš vysoký obsah škodlivin a nemá tendenci ke spékání. Zbytek energie ze spálení plynů, která se nespotřebuje na ohřev vsádky se využívá v kotlích na odpadní teplo k výrobě páry nebo teplé užitkové vody. Jiný modernější přístup, který je uvažován mimo jiné v rámci této práce, předpokládá využití pyrolýzního plynu jako chemické suroviny nebo jako topného plynu např. pro motory kogeneračních jednotek.
Dříve relativně skeptický pohled na možnosti materiálového a energetického využití pyrolýzních produktů se v posledních letech dosti podstatně mění. Příkladem může být velký rozvoj technologií zpracovávajících převážně odpadní biomasu v USA. Rozvíjí se mimo jiné zpracování odpadního dřeva a dalších substrátů dříve skládkovaných, čímž se rozšiřuje rozsah užitých zdrojů. Stoupá též zájem o energetické využívání chlévské mrvy a kejdy, protože se zpřísňují předpisy zajišťující ochranu zemského povrchu a spodních vod před znečištěním. Technologie, které na základě rychlé pyrolýzy vyrábějí vysoce kvalitní pyrolýzní olej (většinou z dřevních pilin), se už dostaly v posledních létech na komerční úroveň. Ačkoli hlavní upotřebení kvalitního dřevního oleje je v oblasti biochemie, probíhá výzkum jeho užití i jako náhradního paliva, např. po úpravě pro pohon pomaloběžných lodních a podobných velkoobsahových dieselových motorů nebo spalovacích turbín. Některé společnosti dodávají na trh malé agregáty na využívání zplynované práškové biomasy s výkonem 12 až 400 kW určené především pro rozvojové země. Několik výrobců dodává malé spalovací turbíny s výkony o rozsahu 30 až 75 kW. Tyto mikroturbíny jsou miniaturními spalovacími turbínami, jejichž rychloběžná rotační součást – vlastní turbína – se ve vysokých otáčkách pohybuje na vzduchových ložiskách.

### Rychlá pyrolýza
Rychlá pyrolýza je jeden z nejnovějších[kdy?] procesů ve skupině technologií, které mění biomasu ve formě dřeva a jiných odpadních materiálů na produkty snadněji využitelné, jako jsou plyny, kapaliny a pevné látky. Jejím primárním energetickým produktem je kapalina – bioolej, kterou lze snadno skladovat a přepravovat. Je to tmavě hnědá kapalina s hustotou asi 1,2 kg/dm3, výhřevností 16–19 MJ/kg. Nezbytným krokem pro omezení obsahu vody v biooleji je předsoušení biomasy na vlhkost nižší než 10 % (výjimečně až 15 %). Správný průběh pyrolýzního procesu je dán extrémně rychlým přívodem tepla do suroviny, udržováním potřebné teploty, krátkou dobou pobytu par v reakční zóně a co nejrychlejším ochlazením vzniklého produktu.
Produkci tekutého paliva pyrolýzou lze uskutečnit z libovolného biopaliva. Procesy rychlé pyrolýzy jsou intenzivně vyvíjeny řadou institucí a výrobců zejména během posledních deseti let. Biomasu je nutno před vstupem do reaktorů rozdrtit na požadovanou velikost (různou podle typu reaktoru), což zabezpečuje rychlý průběh reakce a snadnou separaci pevných částí. Topení může být provedeno různými způsoby, např. recirkulováním horkého písku nebo plynů, přídavným spalováním nebo horkými stěnami.